# Gubbegöl
Gubbegöl är en sjö i Sävsjö kommun i Småland och ingår i Lagans huvudavrinningsområde. Sjön är 2,7 meter djup, har en yta på 0,029 kvadratkilometer och är belägen 239 meter över havet.